# 马克·兰斯伯格
马克·沃尔特·兰斯伯格（英語：Mark Walter Landsberger，1955年5月21日—），美国NBA联盟前职业篮球运动员。他在1977年的NBA选秀中第2轮第35顺位被芝加哥公牛选中。